# Cynthia Maung

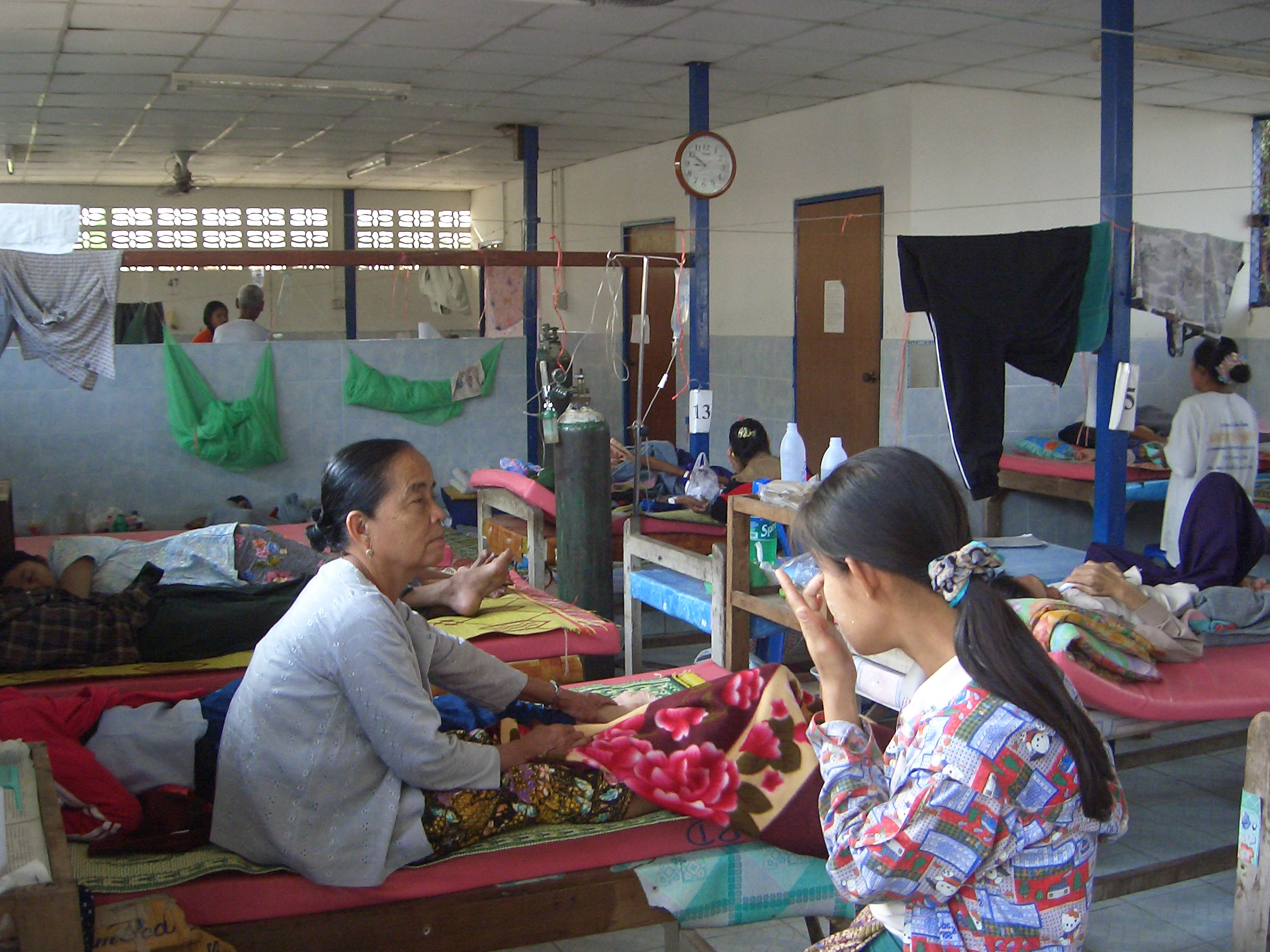
Mae Tao-Klinik

Cynthia Maung (* 6. Dezember 1959 in Mawlamyaing, Myanmar) ist eine myanmarische promovierte Medizinerin vom Volk der Karen und Gründerin der Mae Tao Klinik in Mae Sot, Thailand.

## Leben
Cynthia Maung wurde an der Universität Rangun ausgebildet und arbeitete danach in mehreren Krankenhäusern in der Gegend der ehemaligen Hauptstadt Myanmars, unter anderem am North Okkalapa General Hospital.
Nach den blutigen Unruhen am 8. August 1988 floh sie an die thailändische Grenze. Im Februar 1989 begann der Aufbau einer kleinen Klinik zur Behandlung von Flüchtlingen aus Myanmar in Mae Sot's Vorort Mae Tao. Heute behandelt die Mae Tao Klinik bis zu 100.000 Patienten pro Jahr. Aus der Holzhütte der Gründerzeit entstand eine kleine Siedlung. Es  arbeiten mehr als hundert Mitarbeiter in der Klinik, die rein aus Spendengeldern finanziert wird.

## Wirken
Dr. Cynthia Maung wird oft als die Mutter Teresa Birmas bezeichnet. Sie wurde für den Friedensnobelpreis vorgeschlagen und erhielt für ihre Arbeit mehrere hohe Auszeichnungen, unter anderem 2002 den Ramon-Magsaysay-Preis und den Jonathan Mann Award. Im Jahr 2003 ehrte sie Time Magazine Asien als Heldin des Jahres. 2013 wurde sie für ihr Wirken mit dem Sydney-Friedenspreis geehrt.
Sie ist in der Ausbildung von medizinischem Personal engagiert. An ihrer Klinik gibt es regelmäßig einjährige medizinische Kurse. Die Auszubildenden kehren oftmals nach ihrer Ausbildung nach Myanmar zurück, helfen weiter an der Klinik, oder arbeiten für das Back Pack Health Worker Team in Mae Sot, einer Hilfsorganisation, die medizinische Hilfe in den myanmarischen Staaten Kayin, Kayah und Mon anbietet, Gebiete, in denen eine staatliche Gesundheitsversorgung schlichtweg nicht existiert.
An eine Rückkehr nach Myanmar kann Cynthia Maung nicht denken. Sie wird vom Militärregime als Sympathisantin der Karen National Union eingestuft und muss bei einer Rückkehr mit Verfolgung rechnen.

## Auszeichnungen
- 2003 kürte sie das Time-Magazin zur „Heldin Asiens“
- 2017 erhielt sie als „eine Frau des Glaubens, die ihr Leben selbstlos den Armen und Unterdrückten gewidmet hat“ den Menschenrechtspreis des Baptistischen Weltbundes[3]
- 2022: Gwangju-Menschenrechtspreis

## Bilder von Mae Tao

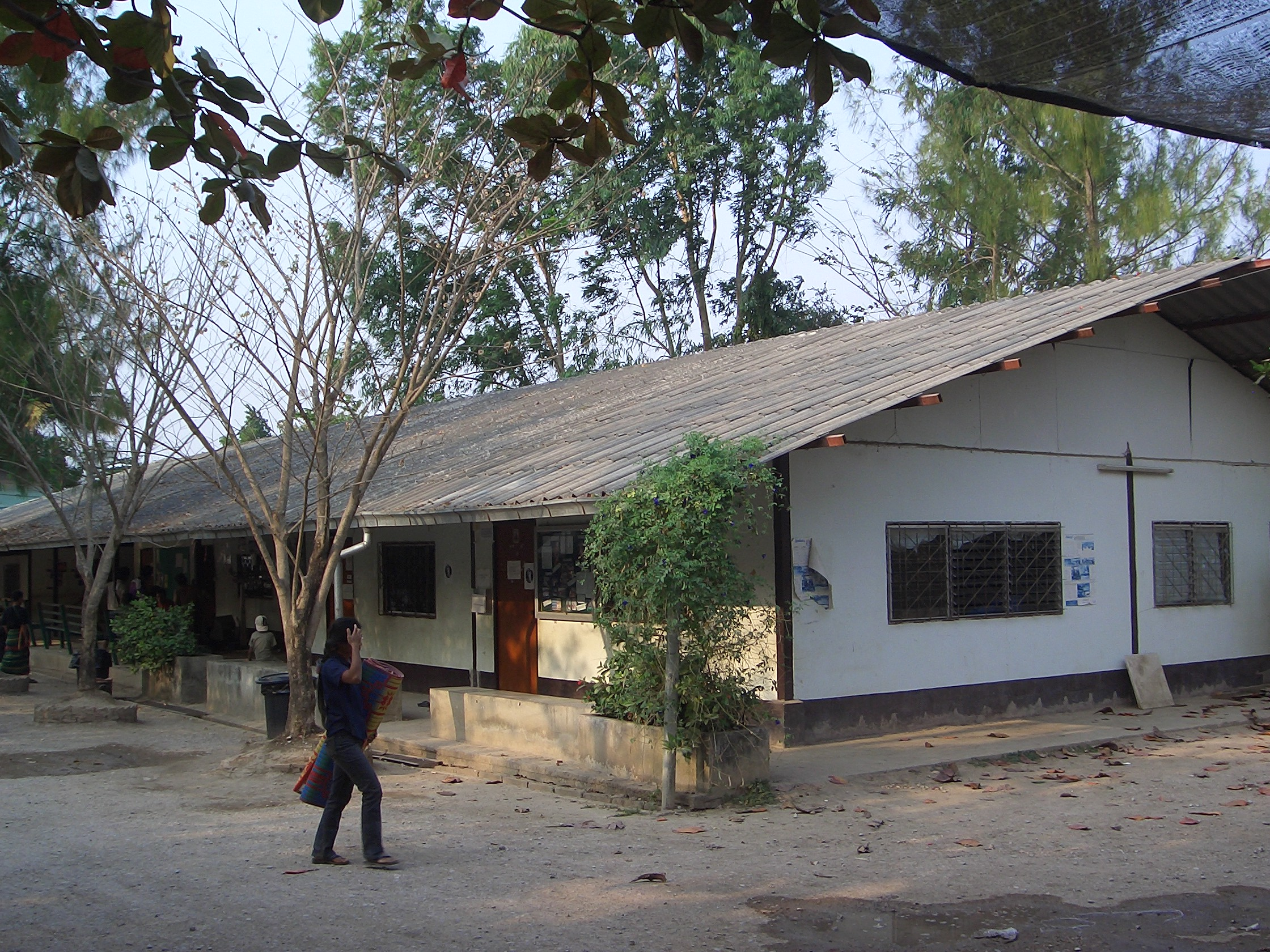
Hauptgebäude
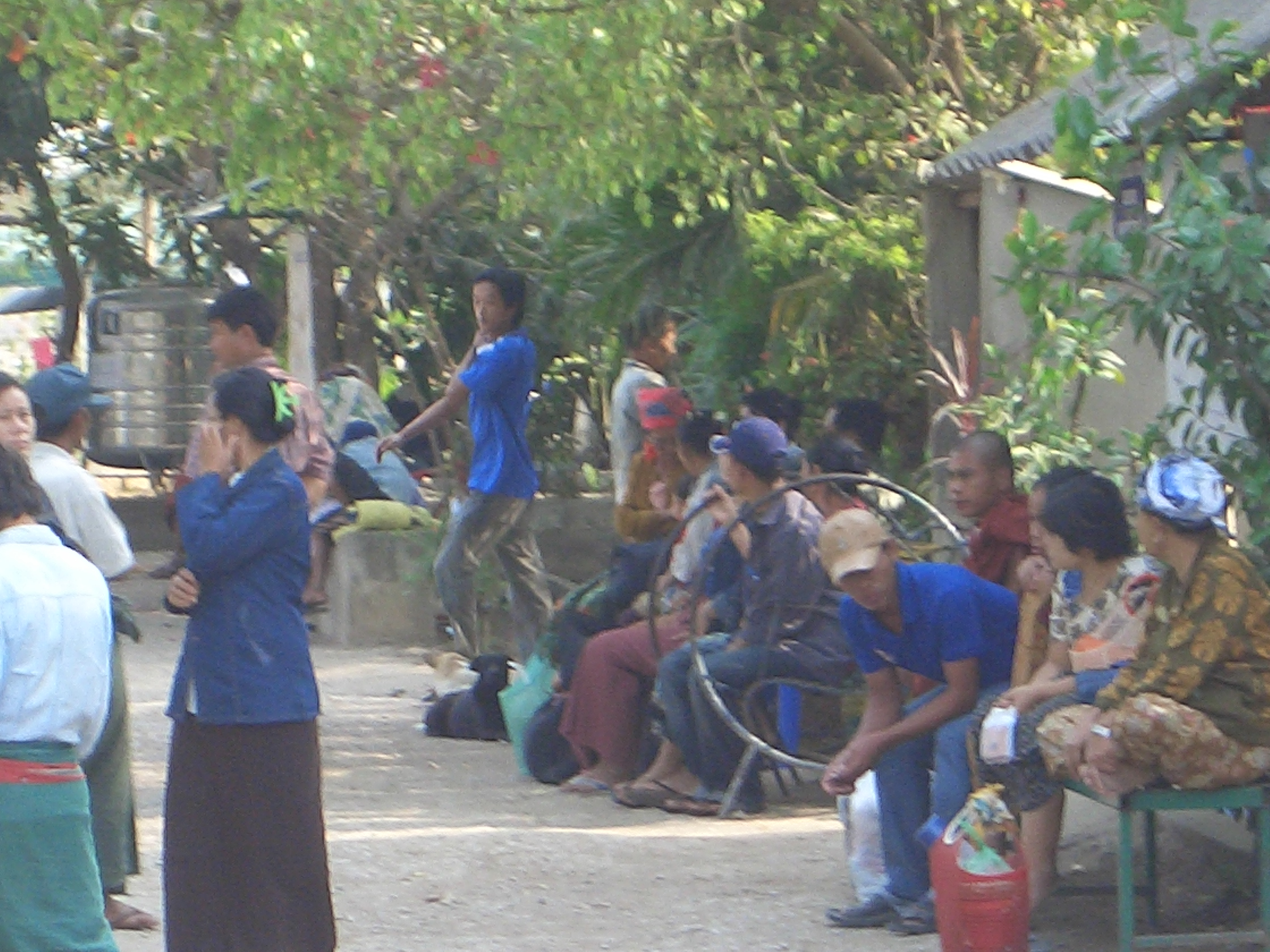
Warten auf den Augenarzt
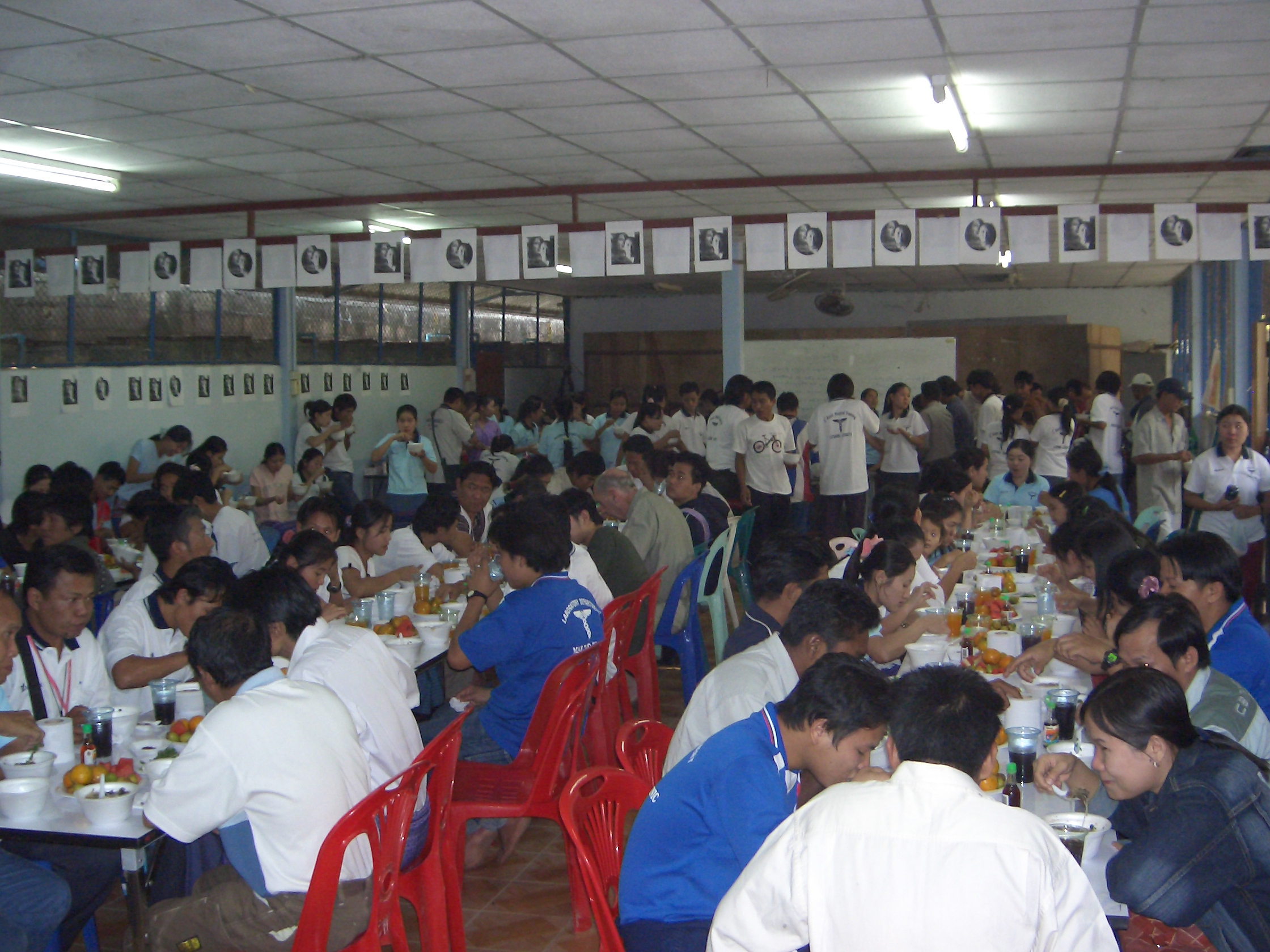
Abschlussfeier eines einjährigen Medic-Kurses, Januar 2007